# Hermann III. von Hochstaden
Hermann von Hochstaden (* um 1055; † 21. November 1099) war als Hermann III. von 1089 bis zu seinem Tod Erzbischof des Erzbistums Köln.

## Leben
Hermann, auch genannt der Reiche, stammte aus dem Geschlecht der Grafen von Hochstaden. Sein Bruder war Graf Gerhard I. von Hochstaden.
Ab 1076 ist er als Propst in Xanten belegbar. Von 1085 bis 1089 war er unter dem römisch-deutschen Kaiser Heinrich IV. Kanzler für den deutschen Teil des Reiches.
1089 wurde er Erzbischof von Köln und damit auch Erzkanzler für Reichsitalien. Eine politisch eigenständige Rolle scheint er dabei nicht gespielt zu haben. Er war jedoch treuer Anhänger des Kaisers. Er hat das von seinem Vorgänger Anno II. gegründete Reformkloster Siegburg nachhaltig gefördert. Maßgeblich durch ihn fand die Siegburger Reform Eingang auch in der Abtei Brauweiler und im Kloster Gladbach.
1094 schenkte er dem Cäcilienstifte verschiedene Besitzungen und Einkünfte.
Während der Judenpogrome im Zuge des Deutschen Kreuzzuges von 1096 versuchte er vergeblich, die Kölner Juden vor den Übergriffen zu schützen.
Hermann krönte am 6. Januar 1099 Heinrich V. in Aachen zum römisch-deutschen König.
Nach seinem Tod wurde er im Siegburger Kloster beigesetzt.